# رولیو
رولیو (به ایتالیایی: Rueglio) یک کومونه در ایتالیا است که در استان تورین واقع شده‌است. رولیو ۱۵٫۳ کیلومتر مربع مساحت و ۷۶۵ نفر جمعیت دارد.